# Malicorne-sur-Sarthe
Malicorne-sur-Sarthe [malikɔʁn syʁ saʁt] ist eine französische Gemeinde mit 1.881 Einwohnern (1. Januar 2022) im Département Sarthe in der Region Pays de la Loire. Sie gehört zum Arrondissement La Flèche und ist insbesondere für ihre Fayencen bekannt.

## Geographie
Malicorne liegt südwestlich von Le Mans im Süden des Départements, am linken Ufer des Flusses Sarthe, in den hier sein Zufluss Vézanne einmündet. Die nächstgelegene Stadt ist das 19 Kilometer entfernte La Flèche.

## Name
Um 1050 ist der Ort als Malocornu und Malecornant erwähnt, um 1080 unter dem Namen Malicorni. Er entstammt dem altfranzösischen mal y corne, einem Ausdruck für ein Gebäude, das entweder schlecht unterhalten oder aber ungastlich ist. Der Namenszusatz "-sur-Sarthe" wurde 1933 angenommen.

## Geschichte
Anfang des 11. Jahrhunderts wurde, während der Regentschaft von Fulko III., Herzog des Anjou, eine Burg errichtet. Sie schützte sein Land und überwachte zugleich die Schifffahrt auf dem Fluss. Der Ort gehörte zur historischen Provinz Anjou und zum dort 1595 eingerichteten Amtsbezirk Sénéchaussée de La Flèche.
Im 18. Jahrhundert war Étienne-François de Choiseul Eigentümer des auf den Ruinen der Burg neu errichteten Schlosses. Fiskalisch war Malicorne, während des Ancien Régime bis zur Französischen Revolution, Teil des Pays d’élection La Flèche. Während der Revolution wurde die Gemeinde dem neugeschaffenen Département Sarthe angegliedert. Gegen Ende des 18. Jahrhunderts entstand eine umfangreiche Fayencenindustrie mit mehreren bekannten Betrieben. In einer Schlackenmühle wurde Hochofenschlacke für die Färbung von Glasuren gemahlen.

## Bevölkerungsentwicklung
Im Jahr 1793 zählte der Ort 1008 Einwohner, bis 2010 stieg deren Zahl weitgehend kontinuierlich auf 1970 Personen an.

## Bauwerke und Sehenswürdigkeiten
- Die seit 1984 unter Denkmalschutz stehende romanische Kirche Saint-Sylvestre aus dem 11. Jahrhundert
- Das auf den Ruinen der Burg im 18. Jahrhundert errichtete Schloss Château de Malicorne-sur-Sarthe
- Die Schlackenmühle aus dem 18. Jahrhundert
- Zwei Getreidemühlen aus dem Jahr 1831
- Das Fayencenmuseum Musée Espace faïence

## Tourismus
- Wassertourismus auf der Sarthe
- Drei-Sterne-Campingplatz

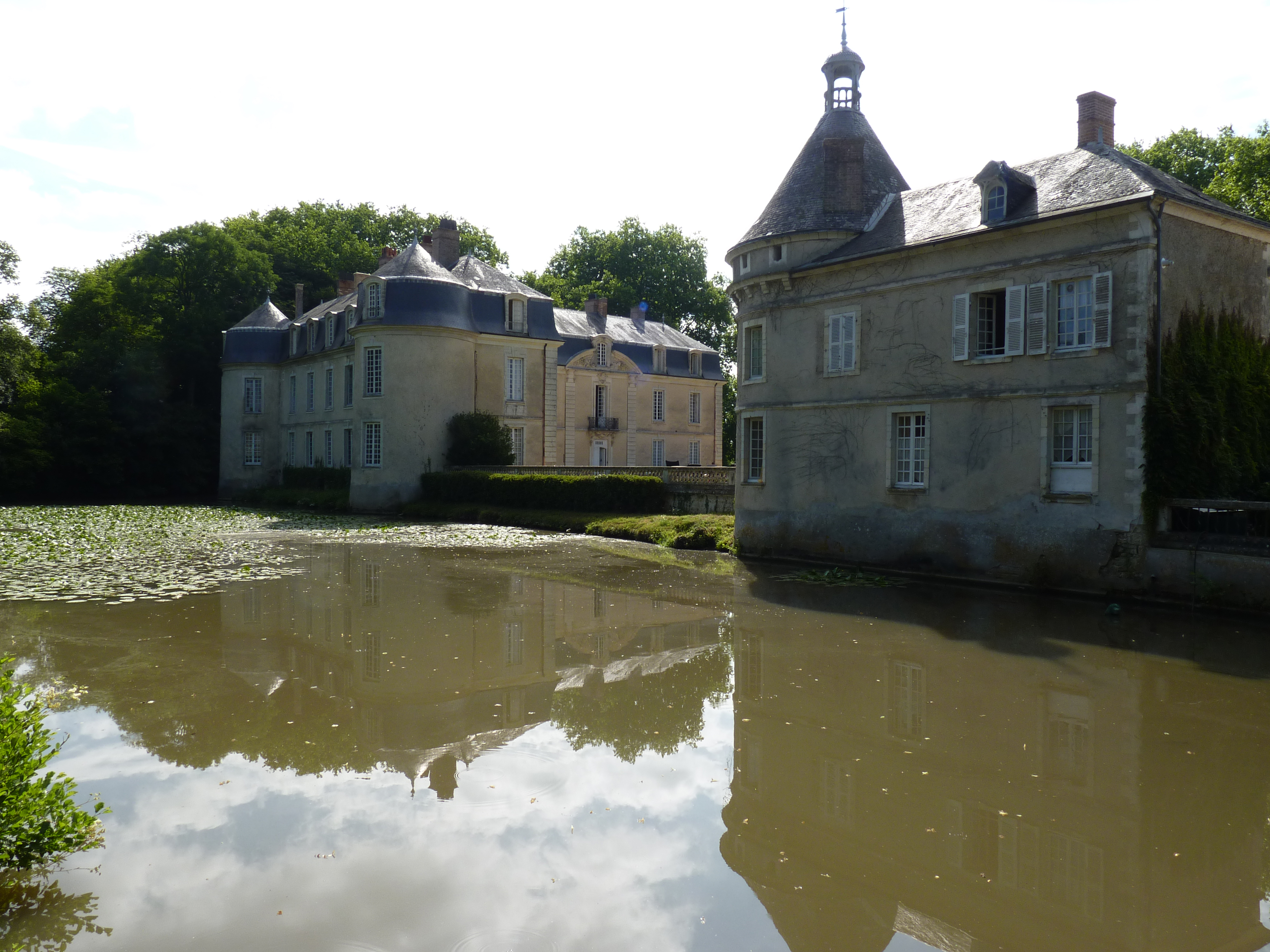
Schloss Malicorne-sur-Sarthe
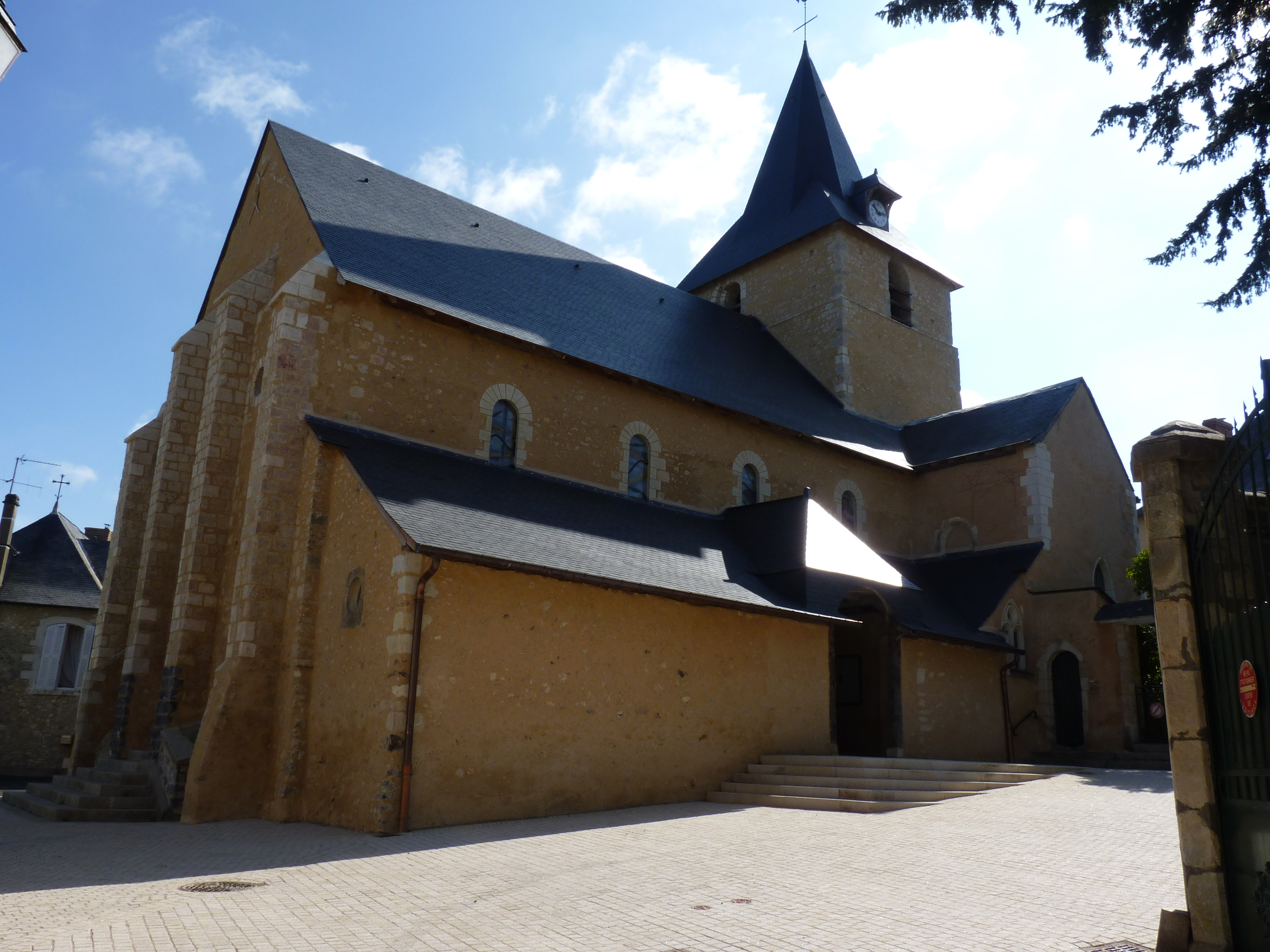
Saint-Sylvestre aus dem 11. Jahrhundert
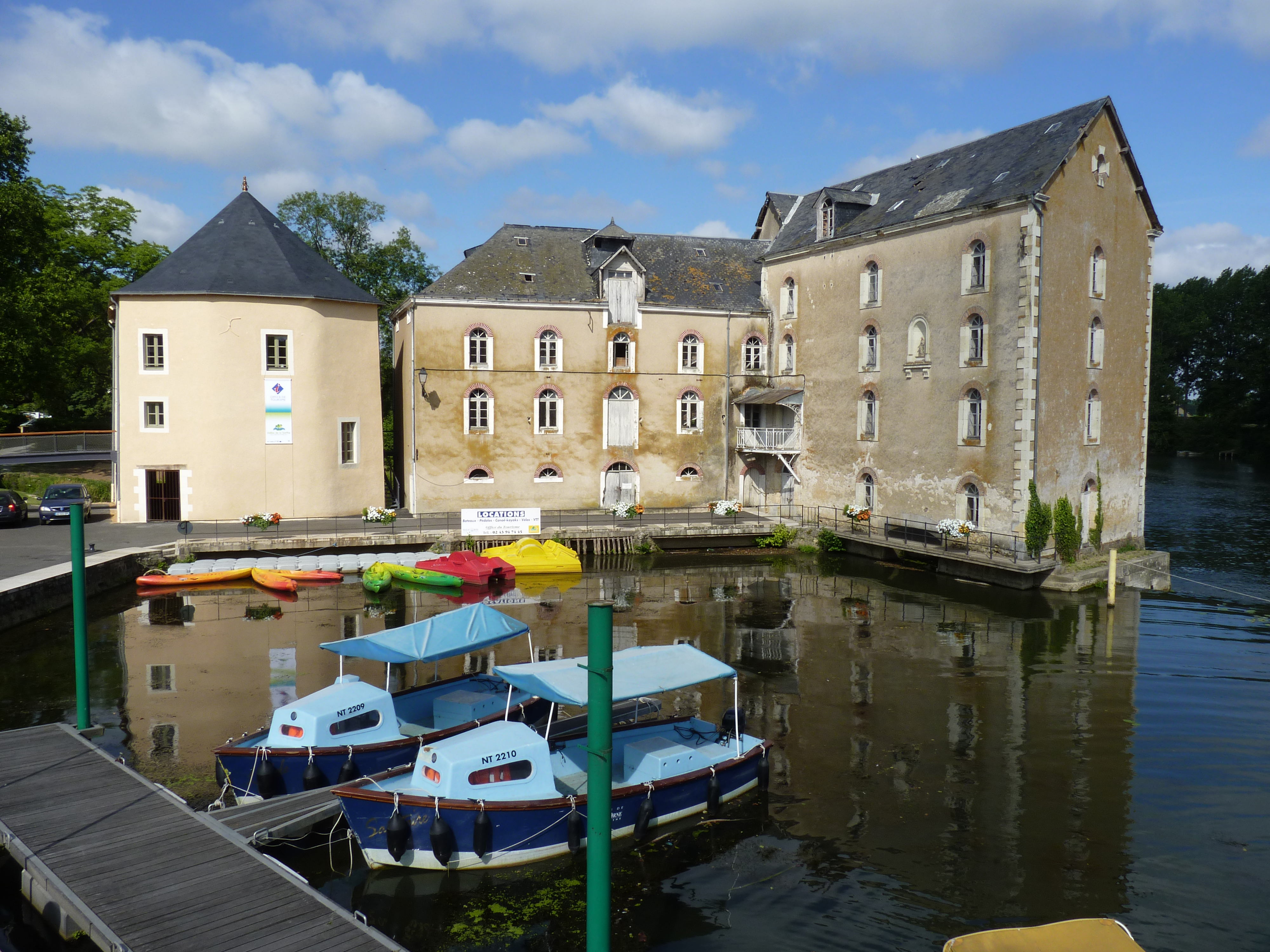
Hafen
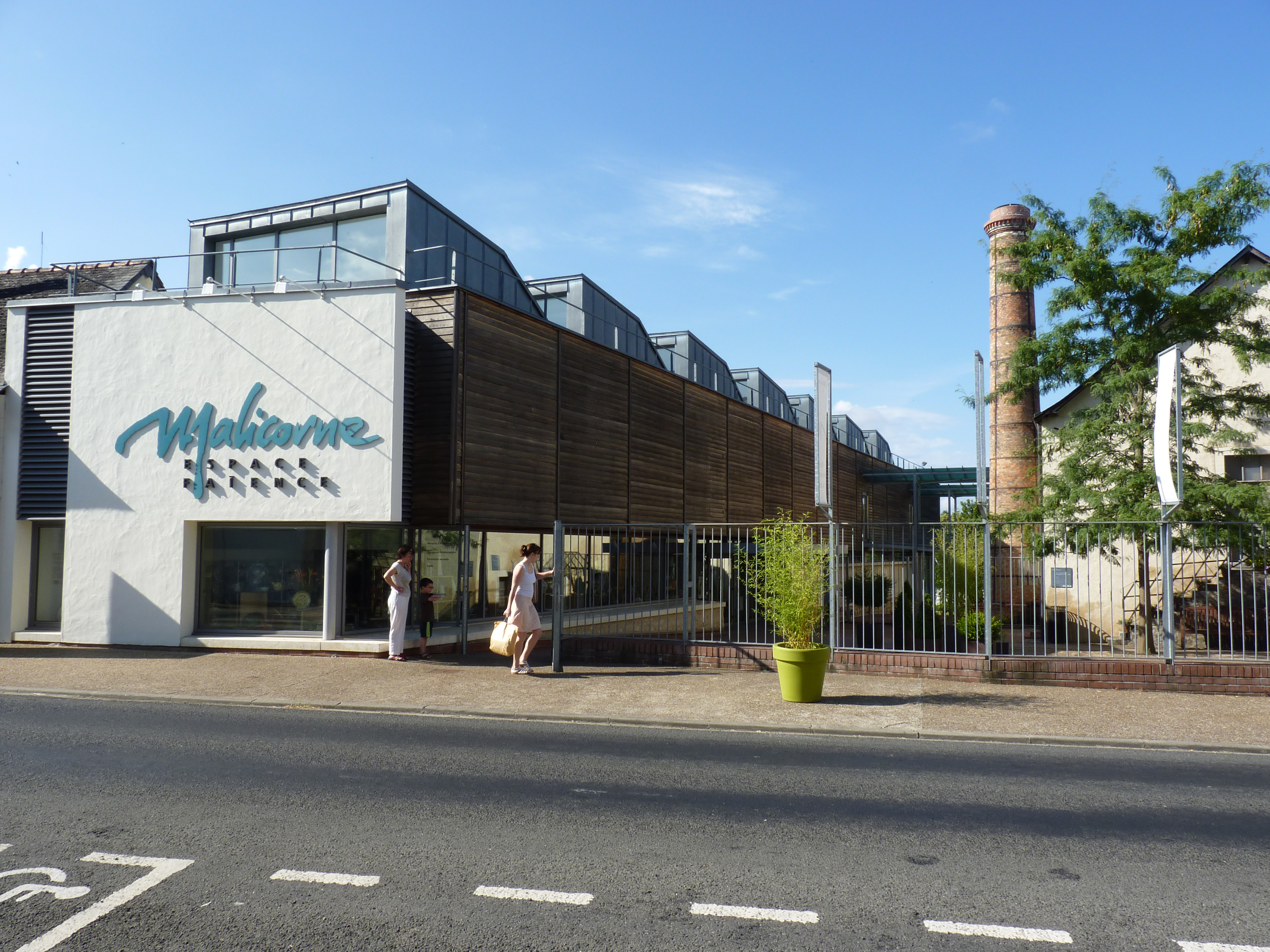
Museum Espace faïence